# 颱風卡努 (2023年)
颱風卡努（英語：Typhoon Khanun，國際編號：2306，聯合颱風警報中心：WP062023，菲律賓大氣地球物理和天文管理局：Falcon）是2023年太平洋颱風季第6個被命名的風暴。「卡努」（ขนุน）一名由泰國提供，意為菠蘿蜜果。

## 發展過程
7月22日，一個熱帶擾動在加羅林群島西南方海域生成，美國海軍研究實驗室給予擾動編號91W。
7月25日晚上11時，聯合颱風警報中心將其評級提升為「中」。
7月26日下午2時，聯合颱風警報中心將其評級提升為「高」，並對其發布熱帶氣旋形成警報。晚上8時，日本氣象廳將率先其升格為熱帶低氣壓，並對其發布烈風警報 。同時，台灣中央氣象局將其升格為熱帶低氣壓，給予編號TD07。
7月27日上午8時，香港天文台將其升格為熱帶低氣壓。下午2時，聯合颱風警報中心將其升格為熱帶性低氣壓，給予熱帶氣旋編號06W。晚上8時，澳門氣象局將其升格為熱帶低氣壓。
7月28日凌晨2時，日本氣象廳和澳門氣象局率先將其升格為熱帶風暴，給予國際編號2306，並命名「卡努」。同時，台灣中央氣象局將其升格為輕度颱風；中國氣象局將其升格為熱帶風暴。下午2時，聯合颱風警報中心和香港天文台將其升格為熱帶風暴
。
7月30日凌晨2時，日本氣象廳、香港天文台和澳門氣象局將其升格為強烈熱帶風暴。下午2時，台灣中央氣象局將其升格為中度颱風。同時，香港天文台和澳門氣象局將其升格為颱風。晚上8時，日本氣象廳將其升格為颱風。
7月31日上午8時，香港天文台率先將其升格為強颱風。下午2時，澳門氣象局將其升格為強颱風。下午5時，香港天文台率先將其升格為超強颱風。
8月1日凌晨2時，澳門氣象局將其升格為超強颱風。
8月2日下午2時，香港天文台和澳門氣象局率先將其降格為強颱風。
8月3日晚上11時，香港天文台率先將其降格為颱風。
8月4日凌晨2時，澳門氣象局將其降格為颱風。
8月5日凌晨2時，臺灣中央氣象局將其降格為輕度颱風。同時，香港天文台和日本氣象廳率先將其降格為強烈熱帶風暴。上午8時，澳門氣象局也將其降格為強烈熱帶風暴。
8月10日上午8時，日本氣象廳將其降格為熱帶風暴。上午9時20分，韓國氣象廳表示颱風卡努於慶尚南道巨濟市登陸。晚上10時，香港天文台將其降格為熱帶風暴。
8月11日凌晨2時，日本氣象廳和台灣中央氣象局將其降格為熱帶低氣壓。凌晨5時，香港天文台將其降格為熱帶低氣壓。
8月12日凌晨2時，中国气象局对其停止编号。上午8時，日本氣象廳將其降格為低壓區。
8月15日上午8時，日本氣象廳在天氣圖上移除該系統。

## 影響

### 菲律賓
受卡努的外圍影響，菲律賓預料一股西南氣流會在週末為菲律賓帶來大雨和狂風雷暴。

### 日本
當地發布之最高風力警報：暴风警报
7月30日，日本氣象廳在清晨發布暴風警報。7月31日，日本航空取消沖繩縣、鹿兒島縣等67個起降航班。台灣多家航空公司取消往返台灣和沖繩的航班。那霸市多數連鎖超市縮短營業時間或暫停營業，數百架次出入那霸機場的航班取消，公車、軌道系統及渡輪全部暫停服务。
截止8月2日下午2時，沖繩縣超過21萬戶停電，佔縣內家庭總數超過30%。在沖繩，有2人死亡。一位90歲的男性因鐵皮屋掉落而被壓死，一位老年女性疑似在停電時用蠟燭照明，引發家中大火最後被活活燒死。
8月9日，山陽新幹線及九州新幹線停駛或停駛部分列車，九州等地機場起降的426個航班取消。

### 中国大陆
中國國家氣象中心發布之最高颱風預警信號： 颱風藍色預警信號

#### 浙江省
受台风「卡努」影响，浙江省内原定8月1日中午12时的开捕时间推迟，在台风影响结束前，所有渔船一律在港避风，休闲渔船全部停止营业，海上养殖人员全部撤离上岸。浙江海上客運航線停航60條，沿海260個涉水工程已全部停工。

#### 东北地区
8月7日，应急管理部在防汛专题视频会上强调，台风“卡努”可能对东北地区产生影响。自然资源部于8月8日启动地质灾害防御Ⅲ级响应。8月10日至13日，东北地区东部、北部发生大雨或暴雨，局地大暴雨；而「卡努」将于8月11日移入东北地区。由于前期东北地区出现严重洪水，两期降雨叠加，辽宁、吉林、黑龙江地区发生地质灾害风险进一步增高，牡丹江、拉林河、蚂蚁河等河流的防守压力仍然较大。黑龙江省尚志市人民政府防汛抗旱指揮部8月9日決定，8月10日至12日全市停課、停工、停產、停運、停業。中国铁路哈尔滨局集团调整多条线路旅客列车开行。舒兰市组织20个乡镇街道转移2.3万余人。大连市气象台于12日发布海上大风蓝色预警信号和大风蓝色预警信号，庄河市要求当地所有景区景点、露营地、民宿、农（渔）家乐必须在12日12时前关闭。包括丹東在內的辽宁10个市、72个县（市、区）启动了防汛应急响应。岫岩县转移受灾群众1.89万人。海城市转移2110人。吉林发布农田渍涝灾害风险预警。

### 臺灣
- 當地評定之巔峰強度分級：（CWA）
- 當地評定之最高持續風速：48每秒（93節；170每小時）（十分鐘）

當地發布之颱風警報：海上陸上颱風警報
| 彭佳嶼 · 29.0 m/s板橋 · 7.9 m/s鞍部 · 11.7 m/s竹子湖 · 4.6 m/s淡水 · 5.4 m/s基隆 · 12.4 m/s臺北 · 9.6 m/s新屋 · 14.8 m/s新竹 · 4.0 m/s宜蘭 · 10.1 m/s蘇澳 · 7.1 m/s花蓮 · 5.9 m/s成功（新港） · 10.4 m/s臺東 · 7.7 m/s大武 · 6.3 m/s蘭嶼 · 22.7 m/s臺中 · 4.7 m/s梧棲 · 9.9 m/s日月潭 · 5.8 m/s阿里山 · 4.9 m/s嘉義 · 8.8 m/s玉山 · 11.5 m/s臺南 · 9.0 m/s高雄 · 6.9 m/s恆春 · 9.5 m/s澎湖 · 8.5 m/s東吉島 · 15.0 m/s金門 · 6.2 m/s馬祖 · 7.7 m/s 中華民國交通部中央氣象署署屬氣象測站測得最大持續風力。圖例： · 測得5級風或以下 · 測得6至7級風 · 測得8至9級風 · 測得10至11級風 | 彭佳嶼 · 36.7 m/s板橋 · 22.8 m/s鞍部 · 22.2 m/s竹子湖 · 15.1 m/s淡水 · 16.5 m/s基隆 · 24.8 m/s臺北 · 21.6 m/s新屋 · 21.2 m/s新竹 · 13.3 m/s宜蘭 · 20.4 m/s蘇澳 · 18.6 m/s花蓮 · 9.6 m/s成功（新港） · 23.9 m/s臺東 · 21.0 m/s大武 · 14.1 m/s蘭嶼 · 35.0 m/s臺中 · 11.5 m/s梧棲 · 15.1 m/s日月潭 · 16.0 m/s阿里山 · 15.6 m/s嘉義 · 15.6 m/s玉山 · 27.6 m/s臺南 · 16.5 m/s高雄 · 15.1 m/s恆春 · 17.7 m/s澎湖 · 13.3 m/s東吉島 · 20.4 m/s金門 · 13.3 m/s馬祖 · 13.4 m/s 中華民國交通部中央氣象署署屬氣象測站測得最大陣風。圖例： · 測得5級風或以下 · 測得6至7級風 · 測得8至9級風 · 測得10至11級風 · 測得12至15級風 |

由於颱風卡努逐漸接近臺灣，中央氣象局於8月1日晚上8時30分發布海上颱風警報。8月2日下午5時30分中央氣象局發布陸上颱風警報。8月3日，台灣北部部分地區停止上班、上課。8月3日，台電外包工程車墜谷，造成4死2傷。
8月4日凌晨5時30分中央氣象局解除陸上颱風警報，上午11時30分，中央氣象局解除所有颱風警報。
颱風卡努本身對台灣並未直接造成災情，但所夾帶的旺盛西南氣流，卻為台灣中部山區帶來嚴重土石流。另外在颱風外圍環流再加上大潮的原因下，沿海地區造成海水倒灌的情形。
颱風卡努為全台帶來農業災情金額累積達1億8122萬元，若以縣市區分，以南投縣損失1億5763萬元、苗栗縣損失1056萬元、高雄市損失589萬元等較為嚴重，其中南投縣的農損就佔整體金額的87%；農產損失估計金額達1億748萬元，農作物被害面積1123公頃，損害程度22％，換算無收穫面積249公頃，受損作物主要為百香果，被害面積155公頃，損害程度20％，換算無收穫面積31公頃，損失金額2186萬元，其次為木瓜、甘藍、食用番茄及百合等。

### 南韓
因颱風「卡努」的路徑變化，韓國氣象廳表示「卡努」有機會在10號在全羅南道順天市登陸，並且會造成暴雨。氣象廳表示人們要隨時準備颱風的來臨。世界童軍運動組織宣佈在扶安郡新萬金參加世界童軍大露營的各國代表團提前離開營地，轉往其他地點繼續活動。
8月8日下午5时，韓國政府将中央灾难安全对策本部二级应急响应上调至三级，将危机预警级别从“警惕”上调至最高级“严重”。
8月9日，濟州的國際航班以及往返的客船已暫停，釜山的航班也取消。
8月10日，韩国全境发布海陆台风特别预警，超过330架航班班次被取消，超过10000人被撤离至安全区域，超过1500所学校调整了课表或暂时闭校。
8月11日，卡努颱風今凌晨約1點越過38度線南北韓交界處朝北韓移動，受颱風影響，南韓境內發生堤壩潰決、房屋進水等共有361處受災。報導，南韓中央災難安全對策本部表示，截至11日上午6點，184處公共設施和177處私人設施受災，總計達361處，包括道路淹水、損壞64起，岩土傾瀉6起，堤壩潰決10起，橋樑塌陷1起，行道樹倒伏等其他災情98起；房屋進水30起，房屋損壞3起，商店進水16起，岩土傾瀉8起，招牌掉落等其他災情118起。在釜山市、蔚山市、大邱市、慶尚南道等地約有4萬戶停電，其中94.2％已恢復供電。慶尚南道、全羅南道等地有1019公頃的農作物被淹或落果，有20.2公頃農田流失，有0.7公頃溫室大棚受損，還有150隻土雞死亡。颱風造成1人死亡和1人失蹤，17個市道（省級）的125個市郡區共有1.5862萬人臨時疏散，慶尚北道多達9804人，慶尚南道有2967人、全羅南道977人、江原道869人；其中有9741人已返家，其餘人員仍在社區活動中心等臨時安置點或親屬家中。目前有676處路段、21座國立公園的611條步道、290處河堤停車場、600處河岸、199處海岸封閉管制；此外，24條海運航運的28艘客輪停駛，所有航班恢復運行。除了嶺東線、太白線、慶北線、慶全線、忠北線5條鐵路，其餘鐵路恢復通車。南韓氣象廳指出，卡努颱風今晨5點位於仁川市江華島以北80公里的北韓境內，預計以每小時13公里的速度向西北偏北方向移動，中心氣壓994百帕，最大風速達每秒18米公尺。南韓中央災難安全對策本部表示，截至11日上午6點，184處公共設施和177處私人設施受災，總計達361處。

### 北韓
颱風「卡努」在登陸韓國後在北韓二次登陸，並會在平壤附近裡徘徊。但因北韓對熱帶氣旋沒有任何的措施，並且建築都非常老舊，北韓表示會動用所有政府官員來協助居民們防災，來減少不必要的傷亡。8月10日，北韓发布了强风、暴雨、巨浪和海洋警报。朝鲜劳动党中央机关报《劳动新闻》则写道，朝鲜人的“首要关注点”是保护朝鲜领导人的肖像、画像、半身塑像和纪念碑等的安全。
北韓政府也表示如果北韓沒有在「卡努」襲擊前準備好防災，會對國家的經濟造成很大的打擊。

### 俄羅斯
8月9日至11日期間，濱海邊疆區遭遇大雨，降雨量高達188毫米，導致多條河流氾濫。烏蘇里斯克市和斯帕斯克達利尼市是受災最嚴重的地區。烏蘇里斯克市政府形容洪水是大約十年來最嚴重。
受颱風影響，俄羅斯濱海邊疆區政府於8月12日宣佈該區九個城市進入緊急狀態。
烏蘇里斯克市的洪水繼續上漲，市政府於8月13日表示該市49座變電站不得不關閉，導致1058戶房屋停電。

## 熱帶氣旋警告使用紀錄

### 中國大陸
| 国家气象中心 颱風預警信號 | 国家气象中心 颱風預警信號 | 国家气象中心 颱風預警信號 |
| ------------------------- | ------------------------- | ------------------------- |
| 上一熱帶氣旋              | 颱風藍色預警信號          | 下一熱帶氣旋              |
| 超強颱風杜蘇芮            | 颱風藍色預警信號          | 超強颱風蘇拉              |

### 臺灣
| 交通部中央氣象局 颱風警報 | 交通部中央氣象局 颱風警報 | 交通部中央氣象局 颱風警報 |
| ------------------------- | ------------------------- | ------------------------- |
| 上一熱帶氣旋              | 海上颱風警報              | 下一熱帶氣旋              |
| 中度颱風杜蘇芮            | 海上颱風警報              | 強烈颱風蘇拉              |
| 中度颱風杜蘇芮            | 陸上颱風警報              | 強烈颱風蘇拉              |

## 外部連結
| 太平洋颱風季             |
| 主題頁 - 專題 - 編輯指南 |

- （日語）日本氣象廳首頁 （页面存档备份，存于）
- （英文）聯合颱風警報中心首頁 （页面存档备份，存于）
- （简体中文）中國國家氣象中心首頁 （页面存档备份，存于）
- （繁體中文）臺灣中央氣象局首頁 （页面存档备份，存于）
- （繁體中文）香港天文台首頁 （页面存档备份，存于）
- （繁體中文）澳門地球物理暨氣象局首頁 （页面存档备份，存于）
- （英文）菲律賓大氣地球物理和天文管理局 惡劣天氣公告 （页面存档备份，存于）
- （泰文）泰國氣象局首頁 （页面存档备份，存于）